# Pithecopus oreades
Espèce
Synonymes
- Phyllomedusa oreades Brandão, 2002
- Phyllomedusa araguari Giaretta, Oliveira & Kokubum, 2007

Statut de conservation UICN

 DD  : Données insuffisantes
Pithecopus oreades est une espèce d'amphibiens de la famille des Phyllomedusidae.

## Répartition
Cette espèce est endémique du Brésil. Elle se rencontre dans l'État de Goiás dans la Serra da Mesa, la Chapada dos Veadeiros et de la Serra dos Pirineus, dans le Minas Gerais à Cabeceira Grande et dans le District fédéral au-dessus de 900 m d'altitude.

## Taxinomie
Phyllomedusa araguari a été placée en synonmie avec Phyllomedusa oreades par Faivovich et al. en 2010.

## Publication originale
- Brandão, 2002 : A New Species of Phyllomedusa Wagler, 1830 (Anura: Hylidae) from Central Brazil. Journal of Herpetology, vol. 36, no 4, p. 571-578.